# Alberto Fernández Ballesteros
Alberto Fernández Ballesteros (Sevilla, 21 de agosto de 1901 - Ciudad de México, 11 de septiembre de 1972) fue un abogado y político español. Se desempeñó como diputado y dirigente de la Unión General de Trabajadores (UGT) y del Partido Socialista Obrero Español (PSOE) en Sevilla.

## Primeros años
Fernández Ballesteros nació el 1 de agosto de 1901 en Sevilla, Andalucía. Estudió el bachillerato y dos años de Ciencias Exactas en Sevilla y en 1919 ingresó en la Escuela Superior de Arquitectura de Madrid, donde cursó estudios durante tres años. Posteriormente se marchó al extranjero, donde prosiguió sus estudios, a la vez que practicaba la pintura en acuarela, en Grenoble, París, Viena y Múnich. A su regreso se recibió como Licenciado en Derecho por la Universidad de Granada.

## Carrera
Trabajó como profesor de Lengua y Literatura de español y francés en el Colegio San Francisco y profesor de Dibujo en el Instituto-Escuela de Sevilla. Fue presidente de la Orquesta Bética de Cámara (que había creado Manuel de Falla y dirigía Ernesto Halffter) entre 1931 y 1934.
Resultó elegido concejal del Ayuntamiento de Sevilla en las elecciones del 12 de abril de 1931 y fue teniente de alcalde, presidente de la Comisión de Obras Públicas y director del Comité del Plano de Extensión de la ciudad. Durante los años de la Segunda República Española presidió además la Casa del Pueblo de Sevilla y fue secretario general de los sindicatos agrícolas (UGT) de la provincia y del Sindicato de Pequeños Agricultores del valle inferior del Guadalquivir. En febrero de 1936 fue elegido diputado por la circunscripción de Sevilla capital y perteneció a las comisiones de Estado, Presidencia y Comunicaciones, Transporte y Obras Públicas. Además, fue miembro suplente de la Diputación Permanente de las Cortes y del Tribunal de Cuentas. Durante la Guerra civil española fue comisario inspector del Ejército de Andalucía y el de Extremadura y, al final de la contienda, desempeñó el cargo de cónsul de España en Gibraltar.
Terminada la guerra se trasladó a Casablanca y luego a Agadir en el Marruecos francés, donde trabajó dos años como horticultor. Residió después en Colombia, donde fue profesor de los colegios Sans Façon y Pasteur de Bogotá. En 1945 se trasladó a México, donde además de profesor fue coordinador de las compañías La Comercial y Seguros de México, y director de la revista Panorama, órgano de la Asociación Nacional Automovilística de México. En 1949 dirigió el ensayo piloto de la Unesco en Haití y, en 1950, fue visitador y asesor temporal del ensayo piloto de Nayarit, México. Entre 1957 y 1963 residió en Los Mochis (Sinaloa) y Hermosillo (Sonora), al norte de México, donde colaboró en la prensa local e instituciones municipales y académicas.
Paso sus últimos años de vida en su casa de Valle de Bravo, Estado de México, donde se dedicó a su gran pasión, la pintura en acuarela. Falleció en la Ciudad de México el 11 de septiembre de 1972.